# Канфанар
Канфанар (итал. Canfanaro) је градић и седиште истоимене општине у Истарској жупанији, у Хрватској.

## Географија
Канфанар се налази у југозападној Истри, око 20 km североисточно од Ровиња, на надморској висини од 281 m. Општина захвата површину од 58 km².
Подручје је познато по великом каменолому. Спада у категорију тврдих кречњака и најпознатији је архитектонско-грађевински камен из Истре.
У оквиру општине Канфанар налази 20 мањих насељениф места:
- Барат
- Брајковићи
- Бубањи
- Бурићи
- Дубравци
- Жунтићи
- Јурал
- Канфанар
- Коренићи
- Курили
- Ладићи
- Марићи (Канфанар)
- Маружини
- Матоханци
- Мргани
- Окрети
- Путини
- Сошићи
- Червари
- Шорићи

## Историја
Канфанар је добио статус општине 1993. године. Пре тога је административно припадао Ровињу.
Подручје је било насељено у праисторији, у римско доба и у средњем веку. Топоним се први пут помиње 1096. године. Познат је суседни Двиград, данас рушевина, који је у 17. веку напуштен због куге.
У Другом светском рату су немачки војници спалили многе грађевине у Канфанару и убили многе становнике, који се локално називају „септембарске жртве“.

## Становништво
На попису становништва 2011. године, општина Канфанар је имала 1.543 становника, од чега у самом Канфанару 507.

## Попис1991.
На попису становништва 1991. године, насељено место Канфанар је имало 535 становника, следећег националног састава:
| Попис 1991.‍  | Попис 1991.‍  | Попис 1991.‍ | Попис 1991.‍ | Попис 1991.‍ |
| ------------ | ------------ | ----------- | ----------- | ----------- |
|              |              |             |             |             |
| Хрвати       | Хрвати       |             | 363         | 67,85%      |
| Италијани    | Италијани    |             | 11          | 2,05%       |
| Чеси         | Чеси         |             | 4           | 0,74%       |
| Срби         | Срби         |             | 3           | 0,56%       |
| Аустријанци  | Аустријанци  |             | 2           | 0,37%       |
| Југословени  | Југословени  |             | 1           | 0,18%       |
| Македонци    | Македонци    |             | 1           | 0,18%       |
| неопредељени | неопредељени |             | 19          | 3,55%       |
| регион. опр. | регион. опр. |             | 128         | 23,92%      |
| непознато    | непознато    |             | 3           | 0,56%       |
| укупно: 535  |              |             |             |             |